# Rebelia Armii Bożego Oporu
Rebelia Armii Bożego Oporu  – kampania partyzancka prowadzona od 1987 roku przez Armię Bożego Oporu (LRA) głównie w północnej Ugandzie, ale także w południowo-wschodnim Sudanie Południowym oraz Kongo. Ruch kierowany przez Josepha Kony, który sam siebie ogłosił prorokiem i głosem Ducha Świętego, ma na celu obalenie rządu Yoweri Museveni'ego i ustanowienie teokratycznego państwa opartego na dziesięciu przykazaniach wraz z pierwotnymi wierzeniami afrykańskimi.
LRA zabiła kilkadziesiąt tysięcy osób. Konflikt ten, jeden z najdłużej trwających w Afryce (dłużej trwa jedynie konflikt w Casamance), spowodował potężny kryzys humanitarny. LRA jest oskarżane o łamanie praw człowieka, w tym okaleczenia, tortury, gwałty, porwanie dzieci, które są następnie siłą wcielane do armii oraz kilka masakr.

## Geneza
W styczniu 1986 roku obalony został prezydent Tito Okello z plemienia Aczoli. Zdobywająca władzę Narodowa Armia Oporu (NRA) wraz z nowym prezydentem Yoweri Museveni, pochodzącym z południowego plemienia Nkole należącego do rodziny ludów Bantu, wywołała zaniepokojenie Acholi, którzy korzystając z uprzywilejowanej pozycji podczas rządów Okello dokonywali licznych pogromów na południu. Część wojskowych i dygnitarzy, którzy uciekali z kraju w obawie przed nowymi władzami, zasilili szeregi opozycji
W sierpniu, północne tereny znalazły się pod okupacją sił rządowych.

## Przebieg wydarzeń

### Początki rebelii (1987-1994)
W styczniu 1987 roku, Joseph Kony ogłosił, że objawił mu się duch „Lakwena” (posłaniec), który kazał mu zdobyć Ugandę, zniszczyć grzeszników a krajem rządzić według Dziesięciu Przykazań. Kony był jednym z wielu proroków, którzy pojawili się po początkowym sukcesie Ruchu Ducha Świętego, założonego przez Alice Auma (będącą ciotkąlub kuzynką Josepha Kony).
Były dowódca Armii Ludowo-Demokratycznej Ugandy, Odong Latek przekonał Kony'ego do rezygnacji z walki z wojskami rządowymi na rzecz partyzanckiej taktyki, głównie niespodziewanych ataków na cele cywilne, takie jak wioski. LRA prowadziło również sporadycznie ataki na dużą skalę, aby podkreślić niezdolność rządu do ochrony ludności. Do 1991 roku, LRA otrzymywało zaopatrzenie od wsi, z których została uprowadzona cześć mieszkańców; zaopatrzenie było rodzajem okupu. Fakt, że niektóre jednostki NRA były znane z brutalnych działań, zapewniło LRA przynajmniej bierne wsparcie z części ludności Acholi.
W marcu 1991 roku, rozpoczęły się działania zmierzające do zniszczenia LRA, poprzez odcięcie jej od źródła dostaw. W ramach tej operacji, minister Acholi Betty Oyella Bigombe stworzył grupy przeważnie uzbrojone w łuki i strzały, jako formę obrony społeczności lokalnych. Ponieważ LRA była uzbrojona w nowoczesną broń, grupy obronne zostały rozgromione.
Opór mieszkańców zdenerwował Kony'ego, który zaczął czuć, że nie ma już wsparcia ze strony ludności. W odpowiedzi na powstanie grup, LRA rozpoczęło tropienie i zabijanie tych osób z plemienia Acholi, którzy mogli być zwolennikami rządu. Chociaż starania rządu nie przyniosły oczekiwanych efektów, reakcja LRA przyczyniła się do zwrócenia się plenienia Acholi przeciw rebelii. Zmiana nastawienia wobec rebelii była hamowana przez głęboki antagonizm wobec rządowych sił okupacyjnych.
Po niepowodzeniu akcji na północy, minister Bigombe doprowadził do pierwszego bezpośredniego spotkania przedstawicieli LRA i rządu. Zajęcie przez rząd stanowiska było utrudnione pytaniem na temat wiarygodności i dobrej woli delegacji LRA. Informacje na temat negocjacji Kony'ego z rządem sudańskim na temat wsparcia przekonało rząd Ugandy, że Kony po prostu próbuje kupić sobie potrzebny czas. Podczas drugiej tury negocjacji, 10 stycznia 1994 roku, Kony poprosił o sześć miesięcy przerwy w rozmowach, potrzebnych do przegrupowania swoich oddziałów. Na początku lutego negocjacje przybierały coraz bardziej burzliwy charakter i po posiedzeniu w dniu 2 lutego, LRA zerwało rozmowy. Cztery dni później, prezydent Yoweri Museveni dał termin siedmiu dni na kapitulacje LRA. Na tym zakończyły się starania ministra Bigombe, mające rozwiązać konflikt w możliwie najbardziej pokojowy sposób.

### Konflikt międzynarodowy (1994-2002)

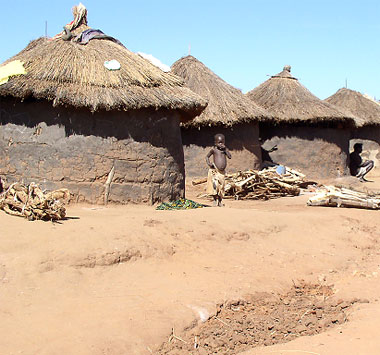
Konflikt zmusił wielu mieszkańców do ucieczki. Na zdjęciu obóz dla uchodźców Labuje, znajdujący się w pobliżu miasta Kitgum.

Dwa tygodnie po ultimatum z 6 lutego 1994 roku, bojownicy LRA mieli przekroczyć granice na północy oraz założyć bazę w południowym Sudanie za zgodą rządu w Chartumie.
Pomoc Sudanu była odpowiedzią na ugandyjskie poparcie dla rebeliantów z Ludowej Armia Wyzwolenia Sudanu (SPLA), toczącej walki na południu kraju. Ponadto, w przekonaniu, że plemię Acholi współpracuje z rządem Ugandy, LRA rozpoczęła masowe ataki na ludność cywilną. Pospolite stały się okaleczenia (zwłaszcza odcinanie uszu, warg oraz nosa); w 1994 roku doszło do pierwszego masowego uprowadzenia dzieci i młodzieży. Najbardziej znanym było uprowadzenia 139 kobiet-studentek w październiku 1996 roku. Ponieważ większość żołnierzy LRA to uprowadzani w młodym wieku, ofensywa wojskowa przeciwko LRA jest powszechnie postrzegana przez Acholi jako zabijanie niewinnych ofiar konfliktu – dzieci. Moralna dwuznaczność tej sytuacji, w której uprowadzone dzieci są ofiarami jak i sprawcami brutalnych aktów, ma kluczowe znaczenie dla sprzecznej postawy wielu Acholi wobec rebeliantów.
Utworzenie sieci „bezpiecznych wsi” w 1996 roku pogłębiło negatywne nastawienie do rządu, zwłaszcza u tych Acholi, którzy byli nadal atakowani przez LRA nawet w „bezpiecznych obozach”. Same obozy zyskały złą sławę, jako zatłoczone, niehigieniczne i przytłaczające miejsca zamieszkania.
W międzyczasie, w 1997 roku rząd Sudanu rozpoczął zmieniać swoje twarde stanowisko ws. rebelii. W 2001 roku stosunki pomiędzy Sudanem a Ugandą zaczęły się poprawiać. Część z setek tysięcy uchodźców rozpoczęło powrót do swoich domów. Liczba uchodźców spadła do około pół miliona, pojawiły się również głosy wzywające do rozwiązania „bezpiecznych obozów”.

### Operacje antypartyzanckie i zabiegi dyplomatyczne (2002-2005)
W marcu 2002 roku, Siły Obrony Ugandy (UPDF) rozpoczęły wojskową ofensywę, pod nazwą „operacja Iron Fist”, wymierzoną przeciwko bazom LRA w południowym Sudanie; ofensywa ta była przeprowadzona w porozumieniu z rządem Sudanu. Ofensywa, w połączeniu z zakończeniem II wojny domowej w Kongo i powrotem ugandyjskich wojsk, które były rozmieszczone w Demokratycznej Republice Konga, wytworzyła dla rządu Ugandy idealną sytuację do zakończenia konfliktu. Po kilku miesiącach walk, siły LRA rozpoczęły wycofywać się z powrotem do Ugandy, po drodze przeprowadzając brutalne ataki nie widziane od 1995 roku; doszło do masowych wysiedleń i mordów w regionach, takich jak Soroti, po raz pierwszy w historii rebelii.
W ciągu tych lat, podjęto szereg inicjatyw dyplomatycznych, które nie przyniosły oczekiwanych skutków; zwłaszcza, że stanowisko LRA pozostawało niepewne. W listopadzie 2003 roku, wizytę w Ugandzie złożył Podsekretarz Generalny ds. Humanitarnej Organizacji Narodów Zjednoczonych Jan Egeland, który z rozczarowaniem stwierdził: „Nie mogę znaleźć innej części świata, która potrzebuje pomocy jak Uganda, a poświęca się jej tak niewiele uwagi opinii międzynarodowej”. W grudniu 2003 roku, prezydent Ugandy skierował do Międzynarodowego Trybunału Karnego wiosek, o ustalenie czy LRA jest winna międzynarodowych zbrodni wojennych.
Od połowy 2004 roku, znacznie spadła aktywność rebeliantów, będących pod ciągłą presją ze strony wojska. Rząd Ugandy stał się celem coraz poważniejszej krytyki ze strony społeczności międzynarodowej z powodu niezakończenia walk. Międzynarodowe agencje humanitarne zakwestionowały dobrą wolę sił zbrojnych i ich zaangażowanie na rzecz pokojowego rozwiązania konfliktu. Siły zbrojne przyznały się również do rekrutowania żołnierzy spośród zbiegłych dziecięcych bojowników LRA.
W połowie września 2005 roku, grupa bojowników LRA, kierowana przez Vincenta Otti, przekroczyła granice Demokratycznej Republiki Konga (DRK). Prezydent Museveni oświadczył, że jeśli władze Konga nie rozbroją bojowników LRA, siły zbrojne Ugandy będą zmuszone ruszyć w pościg. Oświadczenie to spowodowało zaognienie stosunków dyplomatycznych między rządami DRK a Ugandy; doszło również do pokazu sił obu wojsk wzdłuż granic. Ambasador Konga przy Organizacji Narodów Zjednoczonych wystosował pismo do Sekretarza Generalnego ONZ, w którym przekonywał, że zasadnym jest wprowadzenie embarga na Ugandę, w odpowiedzi na agresywną politykę.

### Rozmowy pokojowe w Dżubie (2006-2008)

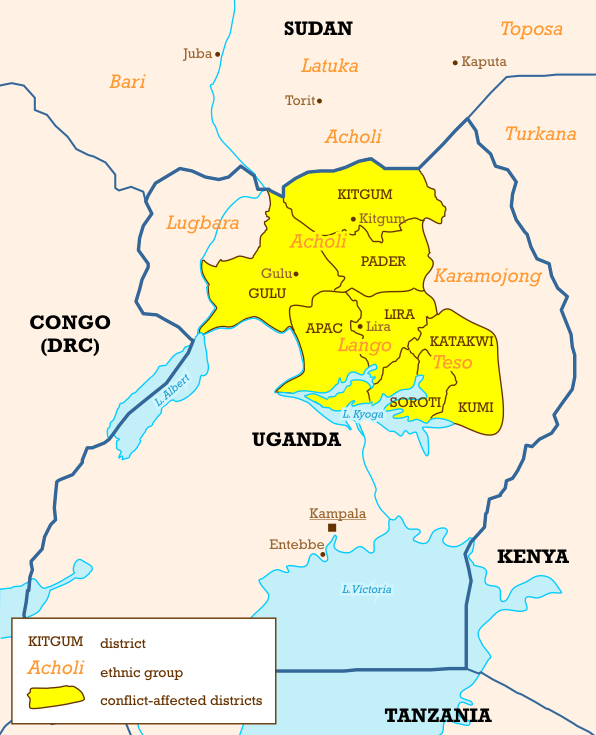
Dystrykty Ugandy kontrolowane przez LRA

Od lipca 2006 roku, doszło do szeregu spotkań w Dżubie pomiędzy rządem Ugandy a LRA. Pośrednikiem w rozmowach został Riek Machar, wiceprezydent Sudanu Południowego. Rozmowy te, doprowadziły do zawieszenia broni we wrześniu 2006 roku; była to pierwsza inicjatywa rozwiązania konfliktu na drodze pokojowej od czasów ministra Betty Bigombe i jego starań w 1994 roku.
Negocjacje zostały zaaranżowane, po tym jak Joseph Kony opublikował w maju wideo, w którym zaprzeczył oskarżeniom o popełnienie zbrodni wojennych oraz wezwał do zakończenia okresu wrogości; w odpowiedzi na oświadczenie Kony'ego, prezydent Museveni zagwarantował jemu bezpieczeństwo, jeśli warunki pokoju zostaną uzgodnione do końca lipca. Pod koniec czerwca 2006 roku, rząd Sudanu Południowego oficjalnie zaprosił Ugandę do udziału w rozmowach pokojowych; same negocjacje rozpoczęły się w Dżubie 14 lipca. W dniu 4 sierpnia 2006 roku, Vincent Otti ogłosił jednostronne zawieszenie broni, jednocześnie zwracając się do rządu o to samo.
Rząd Ugandy i LRA podpisały rozejm 26 sierpnia 2006 roku. Zgodnie z warunkami porozumienia, siły LRA opuszczą Ugandę i przemieszczą się na terytorium Sudanu Południowego, do dwóch specjalnych obszarów chronionych przez rząd Sudanu. Rząd Ugandy obiecał nie atakować tych obszarów. Negocjacje były nadal prowadzone, choć miały burzliwy przebieg. Tymczasem, rząd rozpoczął się proces tworzenia nowych mniejszych obozów dla uchodźców, w celu zmniejszenia populacji w głównych obozach.
Przebywanie obcych wojsk na terytorium Sudanu Południowego komplikuje delikatne stosunki tego pierwszego z rządem w Chartumie. Dodatkowo wniosek rządu Ugandy do Międzynarodowego Trybunału Karnego o zawieszeniu dochodzenia w sprawie zbrodni wojennych popełnionych przez przywódców LRA został potępiony przez międzynarodowe organizacje obrony praw człowieka, ale w znacznym stopniu wsparty przez liderów i mieszkańców północnej Ugandy.
Do połowy 2007 roku, tysiące uchodźców opuściło obozy. Jednakże, ludność nadal jest ostrożna jeżeli chodzi o powrót domów, czekając na ostateczne zakończenie rebelii.
Po zawieszeniu w rozmów pokojowych, wznowiono negocjacje w maju 2007 roku, dzięki staraniom Oenzetowskiego Specjalnego Przedstawiciela Sekretarza Generalnego ds. LRA, Joaquim Chissano. Rozmowy po raz kolejny odbyły się za pośrednictwem rządu Sudanu Południowego, ale przy wsparciu Organizacji Narodów Zjednoczonych i logistycznych ułatwieniach ze strony Biura Koordynacji Pomocy Humanitarnej (OCHA).
20 sierpnia 2007 roku, Uganda oświadczyła, że szuka pomocy prawnej w celu powołania sądu ds. zbrodni wojennych. W listopadzie 2007 roku, delegacja LRA kierowana przez Martina Ojul przybyła do Kampali, aby przedstawić swoje zaangażowanie na rzecz pokojowego rozwiązania konfliktu. Delegacja odwiedziła również północną Ugandę, aby spotkać ofiary rebelii i prosić ich o przebaczenie.
Jednakże, według doniesień, zastępca dowódcy LRA, Martina Ojul został zgładzony w dniu lub około 8 października 2007 roku w wyniku walki o władze w organizacji z Josephem Kony'm.

### Przygotowania do wojny i ofensywa (2008–2009)
W czerwcu 2008 roku Armia Bożego Oporu zakupiła nową broń oraz rozpoczęła masową rekrutację nowych żołnierzy, jak zwykle przez porwania, zdobywając dodatkowych 1000 do 600 żołnierzy już służących. W tym samym czasie, rządy Ugandy, Sudanu Południowego oraz Kongo uzgodniły wspólny plan mający zniszczyć LRA. Według ministra Sudanu Południowego, LRA 7 czerwca 2008 roku zabiła 14 żołnierzy.
W grudniu 2008 roku, wojska Ugandy, Kongo i Sudanu Południowego rozpoczęły operację wojskową w regionie Parku Narodowego Garamba w Kongo. Oświadczenie o przeprowadzeniu operacji zostało wystosowane w stolicy Ugandy, Kampali przez szefów wywiadu wojskowego wszystkich trzech krajów. Według uświadczenia siły zbrojne z powodzeniem zaatakowały główne cele i zniszczyły obóz Josepha Kony. Według rządu Ugandy, na dzień 21 grudnia 2008 roku, 70% obozów LRA zostało zniszczonych.
LRA miała zabić co najmniej 400 osób w atakach na kilka wiosek w Kongo, podczas jak i po Bożym Narodzeniu. W dniach 24-27 grudnia 2008 LRA kilka wiosek. Podczas koncertu bożonarodzeniowego w miejscowości Faradje, zabito około 150. Ponadto LRA zabiło 75 osób w kościele na północ od Dungu, 48 osób w Bangadi oraz 213 osób w Gurbie.
15 marca 2009 armia ugandyjska rozpoczęła nagłe wycofywanie z terenów Demokratycznej Republiki Konga. Było to wynikiem osiągnięcia porozumienia z wojskami DRK, które przejęły odpowiedzialność za sytuację w Garambie i zobowiązały się do zabezpieczenia tam bezpieczeństwa. Podczas ceremonii przekazania odpowiedzialności Sekretarz Generalny wojsk DRK gen. Didier Etumba Longila powiedział, że będą wspierać Ugandę w neutralizacji Armii Bożego Oporu. W wyniku wycofania się wojsk ugandyjskich, nie zostały osiągnięte cele operacji, czyli zniszczenie baz i struktur LRA w DRK. W wyniku ofensywy zginęło 146 rebeliantów oraz co najmniej 400 cywili. Straty wojsk koalicji nie są znane.

### Masakra grudniowa (2009)
W grudniu 2009, rebelianci dokonali masakry w 10 wioskach w północno-wschodnich krańcach Demokratycznej Republiki Konga. Bojówki LRA w dniach 14 – 17 grudnia zabiły co najmniej 321 osób. Żołnierze Boga mordowali przede wszystkim mężczyzn, których przywiązywano do drzew, po czym brutalnie pocięto ich maczetami lub rozbito im głowy siekierami. Mieszkańcy wiosek, którzy przeżyli rzeź, mieli poodcinane wargi i uszy, by nie mogli przekazać tego, co się stało. Armia Bożego Oporu uprowadziła ok. 250 osób, w tym wiele kobiet i 80 dzieci, którym nakazano iść do odległego o 96 km miasta. Na drodze z Makombo do Tapili leżały ciała zabitych, ponieważ rebelianci mordowali tych, którzy maszerowali zbyt wolno.
Raport o masakrze wyjawiła dopiero pod koniec marca organizacja Human Rights Watch. Anneke Van Woudenberg, pracownica tejże organizacji, nazwała masakrę jedną z najgorszych, jakie kiedykolwiek popełniło ugrupowanie Armia Bożego Oporu w swej krwawej, 23-letniej historii.

### Dalsza działalność i ściganie Kony'ego (2010-2014)
Human Rights Watch podała, iż od lutego 2009 do sierpnia 2010, LRA zamordowała 255 cywilów (pomijając grudniową masakrę) i uprowadziła 697 osób, zarówno dzieci jak i dorosłych na terenie Republiki Środkowoafrykańskiej, Demokratycznej Republiki Konga oraz Ugandy.
W lutym 2010 LRA dokonało we wiosce Kpanga w Demokratycznej Republice Konga masakry na ponad 100 osobach.
14 października 2011 Barack Obama wysłał do krajów Afryki Środkowej 100 instruktorów wojskowych. Doradcy wojskowi mieli pomagać w szkoleniu i dowodzeniu, co miało doprowadzić do ujęcia Josepha Kony'ego.
Na początku marca 2012 organizacja „Invisible Children Inc” rozpoczęła kampanię pod tytułem Kony 2012. Kampania ma na celu nagłośnienie zbrodni Kony'ego i zachęcenie amerykańskich polityków do zaangażowania się w jego aresztowanie. Film ten, który cieszył się ogromną popularnością wśród internautów, miał wpływ na utworzenie przez Unię Afrykańską 5 tys. kontyngentu, który za zadanie miał pojmanie dowódcy rebeliantów. Batalion, któremu dowodzą Ugandyjczycy, składa się także z żołnierzy także z Sudanu Południowego, Demokratycznej Republiki Konga i Republiki Środkowoafrykańskiej. Kwatera główna kontyngentu umiejscowiona została w mieście Yambio w Sudanie Południowym, w pobliżu granicy z Demokratyczną Republiką Konga, gdzie działała Armia Bożego Oporu. Stamtąd 24 marca 2012 wysyłane do operacji zostały oddziały UA. 12 maja 2012 żołnierze ugandyjscy pojmali Caesara Alechamm, wysokiego rangą dowódcę o stopniu generała dywizji. Ponieważ był wiodącym wojskowym strategiem LRA, aresztowanie Achellama oznaczało postępy w działaniach na rzecz ujęcia Kony'ego.
6 czerwca 2012 sekretarz generalny Ban Ki-moon wydał raport dotyczący działalności Armii Bożego Oporu w latach 2009-2012. Wynikało z niego, iż w tym czasie zabito i okaleczono co najmniej 45 dzieci i uprowadzono co najmniej 591 dzieci, w tym 268 dziewcząt. Faktyczna liczba mogła być dużo wyższa, jednak były to przypadki udokumentowane. ONZ oceniało, iż sekta Kony'ego składa się z 300-500 bojowników, z czego połowa stanowią dzieci. W 2012 z rąk bojówek Kony'ego zginęło 51 osób.
19 stycznia 2013 żołnierze ugandyjscy zabili ochroniarza Josepha Kony'ego – podpułkownika Vincenta Binansio „Binani” Okumu, w dżungli na wschodzie Republiki Środkowoafrykańskiej, tuż przy granicy z Sudanem Południowym. Była to jedna z czołowych postaci wśród hierarchii LRA.
W związku z przewrotem wojskowym w Republice Środkowoafrykańskiej (24 marca 2013) i niestabilnością wywołaną ofensywą tamtejszych rebeliantów z ugrupowania Seleka, dowództwo wojsk ugandyjskich wydało 4 kwietnia 2013 rozkaz by jednostki powróciły do swoich baz w Ugandzie. Tymczasem Stany Zjednoczone zaoferowały 5 milionów dolarów nagrody za informacje prowadzące do schwytania Kony'ego. Po przewrocie w Republice Środkowoafrykańskiej, nowe tamtejsze władze zmusiły Unię Afrykańską do przerwania ścigania Kony'ego.
Środkowoafrykańscy rebelianci znali się z bojówkami Kony'ego, gdyż prowadząc wojnę partyzancką w buszu, razem z nim szmuglowali do Sudanu kość słoniową. Same rozbite bojówki Armii Bożego Oporu zajęły się kłusownictwem i przemytem kości słoniowej, które przynosiły im pieniądze na przetrwanie i wojnę. Dezerterzy z Bożej Armii twierdzą, że Kony rozkazał swoim ludziom wybijać leśne słonie w parkach narodowych Garanga w Demokratycznej Republice Konga i Dzanga-Ndoki w Republice Środkowoafrykańskiej, a upolowane kły odbierają od niego arabscy kupcy z Chartumu, którzy następnie sprzedają je odbiorcom w Chinach, na Tajwanie oraz w Tajlandii. Z kolei ugandyjski wywiad twierdził, iż sam Kony ukrywał się w Sudanie, w położonej przy granicy z Republiką Środkowoafrykańską enklawie Kafia Kingi, będącym spornym terytorium między Sudanem i Sudanem Południowym.
Mimo zajęcia się kłusownictwem, 13 czerwca 2013 rebelianci dokonali ataku na dwie wioski pod miastem Bria w Republice Środkowoafrykańskiej. W jednej z wiosek doszło do rozboju, podczas którego zabito sześciu cywilów. W drugiej z miejscowości, bojownicy ścięli sześciu kolejnych cywilów. Po tym uzbrojeni w karabiny wieśniacy, stawili czoła rebeliantom, łapiąc i zabijając czterech z nich.
24 marca 2014 „The Washington Post” doniósł, co zostało potwierdzone przez Biały Dom, że prezydent Stanów Zjednoczonych Barack Obama postanowił wysłać do Ugandy kolejnych 150 żołnierzy sił specjalnych wraz z samolotami wojskowymi CV-22 Osprey w ramach operacji ścigania Josepha Kony'ego.

## Konsekwencje konfliktu

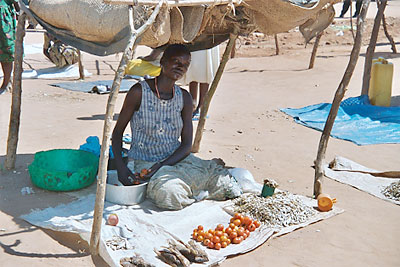
Stragan w obozie dla uchodźców Lebuje

Obszar rebelii był historycznie ograniczony do regionu znanego jako Acholiland, składającego się z dystryktów Kitgum, Pader i Gulu, choć od 2002 roku przemoc przenikała również do innych regionów. LRA operuje również w rejonie granicy z Sudanem Południowym, a ostatnio również północno-wschodniej prowincji Ituri w Demokratycznej Republice Konga. Sam konflikt nie wzbudził wiele zainteresowania mediów w krajach rozwiniętych. Dopiero w kwietniu 2004 roku Rada Bezpieczeństwa ONZ wyraziła formalne potępienie konfliktu. W 2005 roku, sonda przeprowadzona wśród działaczy humanitarnych, dziennikarzy, naukowców wskazała, że rebelia w północnej Ugandzie jest drugim najgorszym konfliktem „zapomnianym” przez społeczność międzynarodową na świecie, po konflikcie z sąsiednim Kongo.
Rząd Stanów Zjednoczonych szacuje, że ok. 12000 osób zginęło w wyniku przemocy, a wiele umiera z niedożywienia i chorób, wywołanych przez konflikt. Prawie dwa miliony osób zostało zmuszonych do opuszczenia swoich domów, żyjąc w obozach dla uchodźców oraz w innych obozach mających zapewnić bezpieczeństwo, często śpiąc na ulicy lub w innych miejscach publicznych. Wiele uprowadzonych osób zostało podczas rajdów na wsie, niektóre osoby są wykorzystywane jako żołnierze lub seksualni niewolnicy. Organizacja Narodów Zjednoczonych szacuje, że od 1987 roku, LRA uprowadziło około 25000 dzieci. W czerwcu 2007 roku, grupa z Human Rights Center Uniwersytetu Kalifornijskiego pracowała w północnej Ugandzie, aby skompletować bazę 25000 porwanych osób.
| Przemoc doświadczona przez porwanych                     | Przemoc doświadczona przez porwanych |
| -------------------------------------------------------- | ------------------------------------ |
| Świadek zabijania                                        | 78%                                  |
| Więzienia                                                | 68%                                  |
| Ciężkie pobicie                                          | 63%                                  |
| Przymuszony do kradzieży lub zniszczenia obcej własności | 58%                                  |
| Zmuszeni do ataku na obcą osobę                          | 22%                                  |
| Zmuszeni do zabicia obcej osoby                          | 20%                                  |
| Zmuszeni do zabicia wrogiego żołnierza podczas bitwy     | 15%                                  |
| Zmuszeni do zaatakowania członka rodziny, przyjaciela    | 14%                                  |
| Zmuszeni do zabicia członka rodziny, przyjaciela         | 8%                                   |

Sumując dane pochodzące z różnych źródeł na temat liczby porwanych, zachowawcze badania szacują, że LRA uprowadziło od 24000 do 38000 dzieci oraz od 28000 do 37000 dorosłych do kwietnia 2006 roku. Podczas dalszych badań stwierdzono, że kobiety stanowią około jednej trzeciej wszystkich porwanych, przebywają również dłuższy czas z LRA, w porównaniu do mężczyzn. Kobiety są zmuszane do służby domowej i seksualnej. Według sondażu przeprowadzonego na grupie 750 młodych osób z Kitgum i Pader, co najmniej 66000 osób w wieku od 13 do 30 lat zostało porwanych. Jedna trzecia wszystkich chłopców i jedna szósta wszystkich dziewcząt zostało uprowadzonych na co najmniej jeden dzień. Spośród nich, 66% mężczyzn zostało porwanych na dłużej niż dwa tygodnie, podczas gdy wśród kobiet 46%. Jeśli kobieta była porwana na dłużej niż dwa tygodnie, ryzyko uprowadzenia na stałe wynosiło 25%.
Liczba uprowadzeń była największa w 2002 i 2003 roku, być może w odwecie za prowadzoną operację Iron Fist. Średni wiek porwanych wzrósł z około 13 lat w 1994 do niemal 18 w 2004 roku.
Chociaż Armia Bożego Oporu składa się z mniej niż dwóch tysięcy żołnierzy, którzy znajdują się pod intensywną presją ze strony wojska Ugandy, rząd nie był w stanie zakończyć rebelii do dziś. Negocjacje pokojowe komplikuje dochodzenie i proces przygotowawczy Międzynarodowego Trybunału Karnego. Konflikt spowalnia rozwój Ugandy, obciążając budżet tego biednego kraju kwotą co najmniej 1,33 miliarda dolarów, co stanowi równowartość 3% PKB Ugandy.

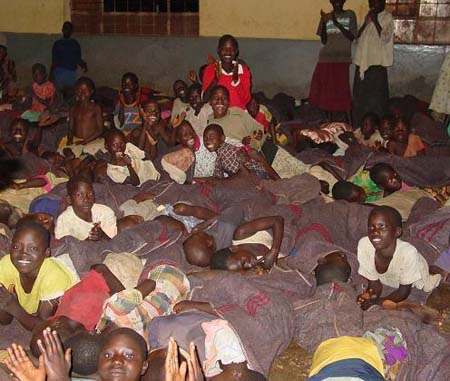
Pokój pełen nocujących dzieci

### „Nocni azylanci”
W wyniku konfliktu, dzieci w wieku pomiędzy 8 a 14 rokiem życia, zmuszone są codziennie przez zapadnięciem zmroku przemierzać odległość 20 kilometrów z obozów dla uchodźców do większych miast, zwłaszcza Gulu, w poszukiwaniu bezpieczeństwa. Sytuacja ta była przedstawiona w filmach dokumentalnych: „Stolen Children”, „War/Dance” oraz „Invisible Children”.
W dniu 29 kwietnia 2006 roku, ponad 80000 młodych ludzi z całego świata w 130 ośrodkach miejskich zgromadziło się na placach w centrach miast w geście solidarności z wysiedlonymi dziećmi.
Organizacja „The Invisible Children” również przyczyniła się do wzrostu świadomości na temat obozu dla uchodźców. Poprzez program „Displace Me” zorganizowała 28 kwietnia 2007 roku, w 15 miastach USA happening, w którym w sumie uczestniczyło ponad 68000 osób. Jedynym wymogiem dla uczestników był nocleg w „domu” wykonanym z kartonu, tak jak w obozach. Inny program, „The Name Campaign”, zachęca do noszenia tabliczki na wisiorku z nadrukiem imienia jednego z tysięcy uprowadzonych dzieci, jako środek do podnoszenia świadomości społeczeństwa.